# Sutoki (rejon rudniański)
Sutoki (ros. Сутоки) – wieś (ros. деревня, trb. dieriewnia) w zachodniej Rosji, w obwodzie smoleńskim, w rejonie rudniańskim, w osiedlu wiejskim Czistikowskoje.

## Geografia
Miejscowość położona jest nad Płotką, 15 km od granicy z Białorusią, 6,5 km od najbliższego przystanku kolejowego (471 km), 6 km od drogi magistralnej M1 «Białoruś», 2 km od drogi regionalnej 66K-31 (droga R120 / Płoskoje – Priwolje – Ordowka – Komissarowo / M1), przy drodze regionalnej 66N-1625 (66K-31 – Sutoki), 20,5 km od centrum administracyjnego osiedla wiejskiego (Czistik), 22 km od centrum administracyjnego rejonu (Rudnia), 52 km od Smoleńska.
W granicach miejscowości znajdują się ulice: Centralnaja, Lesnaja, Mira, Riecznaja.

## Demografia
W 2010 r. miejscowość zamieszkiwało 51 osób.

## Historia
W czasie II wojny światowej od lipca 1941 roku wieś była okupowana przez hitlerowców. Wyzwolenie nastąpiło w październiku 1943 roku.
Uchwałą z dnia 20 grudnia 2018 roku w skład jednostki administracyjnej Czistikowskoje weszły wszystkie miejscowości (w tym Sutoki) osiedla wiejskiego Smoligowskoje.